# Beleriandské války
Jako Beleriandské války se v knize Silmarillion od J.R.R. Tolkiena označuje série bitev mezi Beleriandskými elfy a Morgothem. Někdy bývají také nazývány Válka o Klenoty, protože právě o silmarily usilovaly obě bojující strany.
1. První bitva o Beleriand – Sindar, Laiquendi a Naugrim v ní porazili východní Morgothovy šiky, ale východní Morgothova armáda porazila Falathrim
2. Dagor-nuin-Giliath (Bitva pod hvězdami) – Noldor v ní po svém příchodu do Beleriandu porážejí Pána zla
3. Dagor Aglareb (Slavná bitva) – Fingolfin s Maedhrosem v ní nepřítele rozdrtili a po vítězství sevřeli své síly okolo Morgotha, načež následovalo 400 Slunečných let obležení Angbandu
4. Dagor Bragollach (Bitva náhlého plamene) – Temný pán v ní překvapil Noldor a prorazil obležení. Dobyl Dorthonion, Lothlann, Maglorovu bránu a Thargelion
5. Nirnaeth Arnoediad (Bitva nespočetných slz) – Morgoth rozdrtil Maedhrosovu unii
6. Poslední bitva Beleriandských válek byla označována jako Velká bitva nebo Válka hněvu – vojska Valar v ní definitivně porazila Morgotha, bitvou končí První věk a rozervaný Beleriand se potápí do moře